# 凱利 (阿拉巴馬州)
凱利（英語：Kelly）是一個位於美國阿拉巴馬州戴爾縣的非建制地區。該地的面積和人口皆未知。

## 地理
凱利的座標為31°19′26″N 85°39′19″W / 31.32388°N 85.65527°W，而該地最高點為海拔高度50米（即164英尺）。